# Xenodiplosis lonicerae
Xenodiplosis lonicerae är en tvåvingeart som beskrevs av Fedotova 2004. Xenodiplosis lonicerae ingår i släktet Xenodiplosis och familjen gallmyggor. Inga underarter finns listade i Catalogue of Life.